# 僕の彼女とその彼氏 Drop in Ghost
『僕の彼女とその彼氏 Drop in Ghost』（ぼくのかのじょとそのかれしドロップインゴースト）は、2007年3月に公開された日本映画である。TWILIGHT FILEシリーズの7作目にあたる。満島ひかりが主演を務め、柴木丈瑠、速水けんたろう、小野ヤスシ、豊田一也、長井貴人、田村円らが出演した。新人の森本智大、藤岡香里らがオーディションにて抜擢された。

## 登場人物

### 主要人物
- 佐伯小夜 - 満島ひかり
- 風間亮 - 柴木丈瑠
- 古賀利雄 - 速水けんたろう
- 的場悟郎 - 小野ヤスシ
- 山村銀 - 森本智大
- 多田遥 - 藤岡香里
- 久保泰三 - 田村円
- 野村和雄 - 豊田一也
- 吉村卓也 - 長井貴人

### その他
- ひろむ - 深澤大河
- 濱田陽子
- 丸目恵美
- 丸山桂汰
- 小笠原大史
- 玉城裕規
- 佐久間涼
- 中山陽可
- 中山有貴
- 人見悠毅
- 高橋一舞紀

## スタッフ
- 製作 - 神品信市
- エグゼクティブプロデューサー - 神品信市
- 脚本 - 森敦司
- 監督 - 森敦司
- 助監督 - 首藤拓也
- 音楽ディレクター - TOSIMITSU
- 撮影 - 鵜沢信明
- スチール - 石郷友仁
- 製作チーフディレクター - 西村克也
- 製作ディレクター - 山多裕生
- 製作企画担当 - 高山重樹、松坂久美子、小川泰史
- 制作協力 - クラブ ケンジン ジャパン
- 企画協力 - バーニング養成所
- 製作 - ミライ・アクターズ・プロモーション（現MIRAI PICTURES JAPAN）
- 配給 - 株式会社MIRAI

## 主題歌
こんなにも君を…
作詞：東條賢、作曲・編曲：クマロボ、歌：東條賢

## DVD
- 2007年発売
- 発売元：株式会社マジカル
- スタンダード・エディション（DVD1枚組）
映像特典は「劇場予告編・メイキング」「製作発表・インタビュー・対談」

## 関連商品
- パンフレット・ポスター・台本（2006年より発売、MIRAI）